# Senés de Alcubierre
Senés de Alcubierre é um município da Espanha na província de Huesca, comunidade autónoma de Aragão, de área 20,5 km² com população de 58 habitantes (2007) e densidade populacional de 2,46 hab/km².

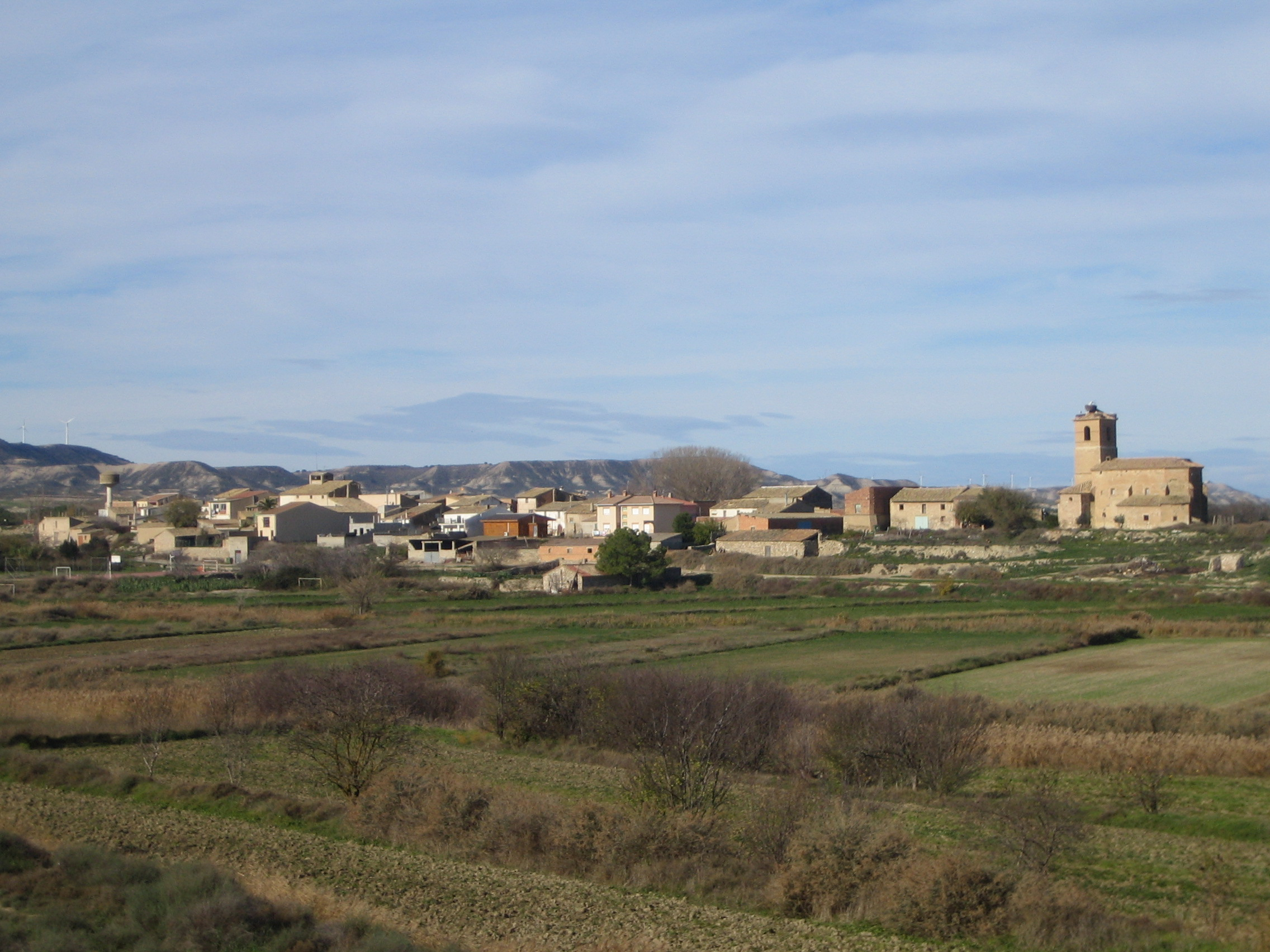
Senés de Alcubierre.

## Demografia
| Variação demográfica do município entre 1991 e 2004 | Variação demográfica do município entre 1991 e 2004 | Variação demográfica do município entre 1991 e 2004 | Variação demográfica do município entre 1991 e 2004 |
| --------------------------------------------------- | --------------------------------------------------- | --------------------------------------------------- | --------------------------------------------------- |
| 1991                                                | 1996                                                | 2001                                                | 2004                                                |
| 63                                                  | 60                                                  | 52                                                  | 50                                                  |